# リリア・ショブホワ
リリア・ショブホワ（ロシア語: Ли́лия Була́товна Шо́бухова 、Lilija Bulatovna Shobukhova、旧姓シャグバロワ ロシア語: Шагбалова, Shagbalova、1977年11月13日 - ）は、ロシアの陸上競技選手、専門は長距離走、マラソン。2004年アテネオリンピックおよび2008年北京オリンピック女子5000m、2012年ロンドンオリンピック女子マラソンロシア代表。シカゴマラソンで2009年から3年連続優勝を飾る。2005年、2006年ロシア室内選手権女子3000m優勝者。またロシア選手権女子5000mを2度優勝した。

## 選手経歴
2004年アテネオリンピック5000mに出場し、15分15秒64の記録で13位となった。2006年世界室内陸上競技選手権3000mではメセレト・デファーに次ぐ2位、ヨーロッパ陸上競技選手権5000mでも2位の成績を残した。
2008年7月19日カザンで開催されたロシア選手権では、14分23秒75を記録し女子5000mヨーロッパ記録を更新。世界歴代3位（当時）を記録した。北京オリンピック5000m決勝では15分46秒62の記録を残し6位に入った。
初マラソンは、2009年4月のロンドンマラソンで、2時間24分22秒でイリーナ・ミキテンコに次ぐ2位、そして2009年10月シカゴマラソンに出場し、2回目のフルマラソンでミキテンコ以下を抑え2時間25分56秒の記録で初優勝した。
2010年4月ロンドンマラソンに出場し、インガ・アビトワ以下を抑え2時間22分00秒の記録で優勝した。激しい競り合いとなったこのシカゴマラソンとロンドンマラソンの2勝は、いずれも40km～ゴールまでを6分台という、持ち味のトラックのスピードを生かした男子並みの圧倒的なスパートで優勝している。（40 km～ゴールまでのタイムの日本人最速は2009年大阪国際女子マラソンでの渋井陽子の7分2秒）
2011年に出場したシカゴマラソンでは、初めてのサブ20となる2時間18分20秒の世界歴代2位となる記録で圧勝し、大会3連覇を果たす（この大会では、福士加代子が2時間24分38秒で3位に入っている）。
シカゴマラソンやロンドンマラソンでの数々の優勝により、2009-2010シーズンと2010-2011シーズンでのワールドマラソンメジャーズ2連覇を果たして、現役世界最強選手と認識されるようになった。
2012年ロンドンオリンピックには女子マラソンで出場したが、22km過ぎで途中棄権に終わっている。
2014年4月29日、ロシア陸上競技連盟から2年間の出場停止処分を受けた。生体パスポートによる検査で血液ドーピングが強く疑われたためである。

## 主な戦績
| 年度 | 大会名                             | 開催地       | 順位 | タイム        | 種目     |
| ---- | ---------------------------------- | ------------ | ---- | ------------- | -------- |
| 2002 | ヨーロッパ室内選手権               | ウィーン     | 5位  |               | 3000m    |
| 2004 | オリンピック                       | アテネ       | 13位 |               | 5000m    |
| 2005 | ヨーロッパ室内選手権               | マドリード   | 5位  |               | 3000m    |
| 2005 | 世界選手権                         | ヘルシンキ   | 9位  |               | 5000m    |
| 2005 | IAAFワールドアスレチックファイナル | モンテカルロ | 10位 |               | 3000m    |
| 2006 | 世界室内選手権                     | モスクワ     | 2位  |               | 3000m    |
| 2006 | ヨーロッパ選手権                   | イェーテボリ | 2位  |               | 5000m    |
| 2008 | オリンピック                       | 北京         | 6位  |               | 5000m    |
| 2009 | ロンドンマラソン                   | ロンドン     | 2位  | 2時間24分24秒 | マラソン |
| 2009 | シカゴマラソン                     | シカゴ       | 優勝 | 2時間25分56秒 | マラソン |
| 2010 | ロンドンマラソン                   | ロンドン     | 優勝 | 2時間22分00秒 | マラソン |
| 2010 | シカゴマラソン                     | シカゴ       | 優勝 | 2時間20分25秒 | マラソン |
| 2011 | ロンドンマラソン                   | ロンドン     | 2位  | 2時間20分15秒 | マラソン |
| 2011 | シカゴマラソン                     | シカゴ       | 優勝 | 2時間18分20秒 | マラソン |
| 2012 | ロンドンオリンピック               | ロンドン     | DNF  | （記録なし）  | マラソン |
| 2012 | シカゴマラソン                     | シカゴ       | 4位  | 2時間22分59秒 | マラソン |

### 記録
- 800m - 2分03秒18（2006年）
- 1500m - 4分03秒78（2004年）
- 3000m - 8分34秒85（2004年）
- 5000m - 14分23秒75（2008年）
- マラソン - 2時間18分20秒（2011年）

## 参考資料・外部リンク
- リリア・ショブホワ - ワールドアスレティックスのプロフィール（英語）
- リリア・ショブホワ - Olympedia（英語）